# Relaciones entre Colombia y Noruega
Las Relaciones entre República de Colombia y Reino de Noruega iniciaron el 6 de septiembre de 1935.

## Agenda
En los últimos años, la relación bilateral entre ambos gobiernos han sido muy activa debido a las gestiones de las respectivas misiones diplomáticas, al apoyo noruego a la construcción de paz en Colombia y al Mecanismo de Consultas Políticas Bilaterales.
Noruega fue garante en las negociaciones que derivaron en los acuerdos de paz con las FARC-EP y también lo es en los diálogos con el ELN.

## Diplomacia

### Visa
Los ciudadanos colombianos y noruegos no necesitan el requisito de visado para estancias de corta duración, gracias a que ambos Estados acordaron esta medida en diciembre de 2015.

## Comercio
En Bogotá, 29 de abril de 1938 el gobierno de Noruega y el gobierno de Colombia firman el tratado de comercio y de navegación que tiene como objetivo: Estrechar los lazos de amistad y desarrollar las relaciones de comercio y de navegación que existen entre las dos partes y fue aprobado en Bogotá, 19 de julio de 1938.

"En el momento de proceder a la firma del Tratado de Comercio y de Navegación, entre Colombia y Noruega, los Plenipotenciarios de las dos Altas Partes Contratantes han convenido en las disposiciones siguientes que constituyen parte integrante del Tratado mismo:
"Las conservas de pescados noruegas de la familia Clupea, gozarán a su importación en Colombia, del mismo tratamiento aduanero y otras facilidades de importación acordadas o que serán acordadas en lo futuro, a las conservas de pescados de la misma familiar importadas de todos los demás países.
Antonio Rocha y Carl Ferdinand Sandberg